# Oedipina
Oedipina – rodzaj płazów ogoniastych z podrodziny Hemidactyliinae w rodzinie bezpłucnikowatych (Plethodontidae).

## Zasięg występowania
Rodzaj obejmuje gatunki występujące w stanie Chiapas w Meksyku, na południe przez Amerykę Środkową do zachodniej Kolumbii i południowo-środkowego Ekwadoru.

## Systematyka

### Etymologia
- Oedipina (Oedopina[a]): zdrobnienie nazwy rodzaju Oedipus Tschudi, 1838[2].
- Ophiobatrachus (Opheobatrachus[b]): gr. όφις όphis, όφεως ópheōs „wąż”[8]; βατραχος batrakhos „żaba”[9]. Gatunek typowy: Ophiobatrachus vermicularis J.E. Gray, 1868 (= Oedipina uniformis Keferstein, 1868).
- Haptoglossa: gr. ἁπτω haptō „uwiązać, przywiązać”[10]; γλωσσα glōssa „język”[11]. Gatunek typowy: Haptoglossa pressicauda Cope, 1893.
- Oedopinola: zdrobnienie nazwy rodzaju Oedipina Keferstein, 1868[12]. Gatunek typowy: Oedipus complex Dunn, 1924.

### Podział systematyczny
Do rodzaju należą następujące gatunki:

- Oedipina alfaroi Dunn, 1921
- Oedipina alleni Taylor, 1954
- Oedipina altura Brame, 1968
- Oedipina berlini Kubicki, 2016
- Oedipina capitalina Solis, Espinal, Valle, O’Reilly, Itgen & Townsend, 2016
- Oedipina carablanca Brame, 1968
- Oedipina chortiorum Brodie, Acevedo & Campbell, 2012
- Oedipina collaris (Stejneger, 1907)
- Oedipina complex (Dunn, 1924)
- Oedipina cyclocauda Taylor, 1952
- Oedipina ecuatoriana Reyes-Puig, Wake, Kotharambath, Streicher, Koch, Cisneros-Heredia, Yánez-Muñoz & Ron, 2020
- Oedipina elongata (Schmidt, 1936)
- Oedipina fortunensis Köhler, Ponce & Batista, 2007
- Oedipina gephyra McCranie, Wilson & Williams, 1993
- Oedipina gracilis Taylor, 1952
- Oedipina grandis Brame & Duellman, 1970
- Oedipina ignea Stuart, 1952
- Oedipina kasios McCranie, Vieites & Wake, 2008
- Oedipina koehleri Sunyer, Townsend, Wake, Travers, Gonzalez, Obando & Quintana, 2011
- Oedipina leptopoda McCranie, Vieites & Wake, 2008
- Oedipina maritima García-París & Wake, 2000
- Oedipina motaguae Brodie, Acevedo & Campbell, 2012
- Oedipina nica Sunyer, Wake, Townsend, Travers, Rovito, Papenfuss, Obando & Köhler, 2010
- Oedipina nimaso Boza-Oviedo, Rovito, Chaves, García-Rodríguez, Artavia, Bolaños & Wake, 2012
- Oedipina pacificensis Taylor, 1952
- Oedipina parvipes (Peters, 1879)
- Oedipina paucidentata Brame, 1968
- Oedipina petiola McCranie & Townsend, 2011
- Oedipina poelzi Brame, 1963
- Oedipina pseudouniformis Brame, 1968
- Oedipina quadra McCranie, Vieites & Wake, 2008
- Oedipina salvadorensis Rand, 1952
- Oedipina savagei García-París & Wake, 2000
- Oedipina stenopodia Brodie & Campbell, 1993
- Oedipina stuarti Brame, 1968
- Oedipina taylori Stuart, 1952
- Oedipina tomasi McCranie, 2006
- Oedipina tzutujilorum Brodie, Acevedo & Campbell, 2012
- Oedipina uniformis Keferstein, 1868
- Oedipina villamizariorum Reyes-Puig, Wake, Kotharambath, Streicher, Koch, Cisneros-Heredia, Yánez-Muñoz & Ron, 2020